# Warland Reef
Warland Reef är ett rev på Stora barriärrevet i Australien.  Det ligger cirka 140 km nordost om Mackay i delstaten Queensland.